# Scottsville (Texas)
Scottsville ist eine Stadt im Harrison County im Bundesstaat Texas in den Vereinigten Staaten. Das U.S. Census Bureau hat bei der Volkszählung 2020 eine Einwohnerzahl von 334 ermittelt.
Scottsville ist Teil der sozioökonomischen Region Ark-La-Tex, die Teile der vier Bundesstaaten Arkansas, Louisiana, Oklahoma und Texas umfasst.

## Geographie
Scottsville liegt im Nordosten des Bundesstaates Texas im Süden der Vereinigten Staaten, etwa 14 Kilometer westlich der Grenze zu Louisiana. Es liegt inmitten einer Seenlandschaft, die sich vom Nordosten Oklahomas bis in den Osten von Texas zieht. Es befindet sich etwa mittig zwischen den drei großen Seen Wright Patman Lake, Lake O' the Pines und Lake Bob Sandlin.
Nahegelegene Städte sind unter anderem Marshall (2 km westlich), Karnack (12 km nordöstlich), Waskom (13 km südöstlich) und Jefferson (28 km nördlich).

## Geschichte
Erstmals besiedelt war das Gebiet 1840. Kurz darauf entstanden auf großen Landflächen die ersten Baumwollplantagen. Der Plantage des Stadtgründers William Thomas Scott wurde eine ähnliche Größe nachgesagt wie der des Politikers Jefferson Davis, zudem hieß es, er sei der größte Sklavenhalter im Harrison County.
1869 erhielt die Gemeinde ein Postamt. 1929 lebten hier etwa 300 Menschen. Während der Great Depression sank die Zahl zeitweise auf unter 50.

## Verkehr
Unmittelbar südlich von Scottsville verläuft der U.S. Highway 80, der von Texas bis nach Georgia an die US-amerikanische Atlantikküste führt. Im nahegelegenen Marshall besteht Anschluss an den U.S. Highway 59, zwei Kilometer südlich der Gemeinde verläuft außerdem der Interstate 20.

## Demographie
Die Volkszählung 2000 ergab eine Bevölkerungszahl von 263, verteilt auf 91 Haushalte und 66 Familien. Die Bevölkerungsdichte lag bei 77,5 Menschen pro Quadratkilometer. 54,8 % der Bevölkerung waren Schwarze, 43 % Weiße. 0,38 % entstammten einer anderen Ethnizität, 1,9 % hatten zwei oder mehr Ethnizitäten, 1,5 % waren Hispanics oder Lateinamerikaner jedweder Ethnizität. Auf 100 Frauen kamen 77,7 Männer. Das Durchschnittsalter lag bei 33 Jahren, das Pro-Kopf-Einkommen betrug 16.225 US-Dollar, womit 21 % der Bevölkerung unterhalb der Armutsgrenze lebte.
Zur Volkszählung 2010 stieg die Bevölkerungszahl auf 376.